# La rivincita dell'uomo invisibile
La rivincita dell'uomo invisibile (The Invisible Man's Revenge) è un film horror fantascientifico del 1944 diretto da Ford Beebe. Il film, prodotto dalla Universal Studios, è liberamente tratto dal romanzo di H.G. Wells L'uomo invisibile (1897).

## Trama
Il dottor Drury, un noto scienziato, testa un suo siero dell'invisibilità su un povero diavolo fuggito di galera. L'esperimento riesce ma il ladro sfugge al controllo dello scienziato e, in città, si vendica di coloro che lo avevano tradito.

## Produzione
Il film fu prodotto dall'Universal Pictures.

## Distribuzione
Distribuito dall'Universal Pictures, uscì nelle sale cinematografiche USA il 9 giugno 1944.

## I film della serie
- L'uomo invisibile (The Invisible Man, 1933) di James Whale
- Il ritorno dell'uomo invisibile (The Invisible Man Returns, 1940) con Vincent Price
- La donna invisibile (The Invisible Woman, 1940) con John Barrymore
- L'agente invisibile (Invisible Agent, 1942)
- La rivincita dell'uomo invisibile (The Invisible Man's Revenge, 1944)